# Quintall
(R. A. Salvatore)
Quintall è un personaggio fantastico che compare nel libro Il risveglio del demone della saga fantasy di Demon Wars scritta da R. A. Salvatore.
Quintall era nato nell'anno di Dio 796 ed entrò a St-Mere Abelle insieme ad Avelyn Desbris diventando presto il suo compagno di lavoro.  Era di indole impaziente e di temperamento opposto al suo fratello: Avelyn era calmo, reverente, sempre controllato,  mentre Quintall era un vero e proprio “fuoco d'artificio” come lo aveva definito il Maestro Sirtheton, il responsabile della nuova classe di iniziati.
Riuscì a diventare uno dei quattro preparatori e a partecipare al viaggio verso l'isola sacra di Pimaninicuit, in cui ordinò a un suo fratello di giustiziare un giovane marinaio e  uccidendo invece,  con le proprie mani, il primo ufficiale del Windrunner, reo di aizzare un ammutinamento per impossessarsi delle pietre.
Dopo la fuga di Avelyn dall'abbazia, Quintall venne trasformato dal Maestro de Unnero, tramite torture  fisiche e psichiche, in Fratello Giustizia, un boia al servizio della Chiesa Abellicana che doveva scovare ed uccidere Avelyn.
Armato di una pietra sole e di una pietra della ricerca, Fratello Giustizia si recò per prima cosa a Youmaneff, il villaggio natio di Avelyn, per avere informazioni sulla sorte del monaco traditore; quella pista tuttavia si rivelò un binario morto in quanto dai parenti del frate non seppe nulla di nuovo. Una seconda pista lo condusse  nella città di Palmaris,  fino alla villa del mercante Dosey, un amico del Padre Abate Markwart, che gli fece usare la propria spilla magica per aiutarlo nella sua caccia: anziché trovare il fuggitivo, Quintall vide il tremendo Bestesbulzibar, la cui vista lo terrorizzò a tal punto da indurlo a uccidere il ricco mercante e la sua servitù, sequestrando di fatto la spilla arcana. Gli indizi avuti  nella città lo portarono nelle Terre dei Boschi, dove non ebbe difficoltà a rintracciare il monaco traditore nell'insediamento di Dundalis. Quintall tentò prima di avvelenarlo durante una rissa, poi rapì Pony per farlo cadere in trappola; in entrambi i casi l'intervento di Elbryan fu determinante per fermare Fratello Giustizia che addirittura morì nell'ultimo scontro con il ranger.
La morte tuttavia, lo aveva privato solo del suo involucro fisico, in quanto lo spirito di Quintall, per colpa del potere della spilla di Dosey era stato trascinato dinanzi al demone dactyl e consegnato quindi ad un'eternità di schiavitù. Il suo nuovo padrone provvide a dargli un nuovo corpo di magma, che Quintall  non esitò ad usare contro elbryan e Pony, per fermare la loro esplorazione del Monte Aida; solo grazie all'estremo sacrificio di Tuntun, i due riuscirono a sopravvivere all'ultima incarnazione di Fratello Giustizia.